# Peltidium cinereum
Peltidium cinereum är en kräftdjursart som beskrevs av Brady 1915. Peltidium cinereum ingår i släktet Peltidium och familjen Peltidiidae. Inga underarter finns listade i Catalogue of Life.